# Agonum errans
Agonum errans är en skalbaggsart som beskrevs av Thomas Say 1823. Agonum errans ingår i släktet Agonum och familjen jordlöpare. Inga underarter finns listade i Catalogue of Life.